# دهستان غنی‌بیگلو
غنی بیگلو، دهستانی است از توابع بخش زنجانرود شهرستان زنجان در استان زنجان ایران.

## جمعیت
براساس سرشماری سال ۱۳۸۵ جمعیت آن ۹٬۶۲۹ نفر (۲٬۳۲۶ خانوار) بوده‌است.